# Komošín (Jizerská tabule)
Komošín (351 m n. m.) je vrch v okrese Mladá Boleslav Středočeského kraje, ležící asi 1 km ssv. od obce Březovice, na příslušném katastrálním území.

## Popis vrchu

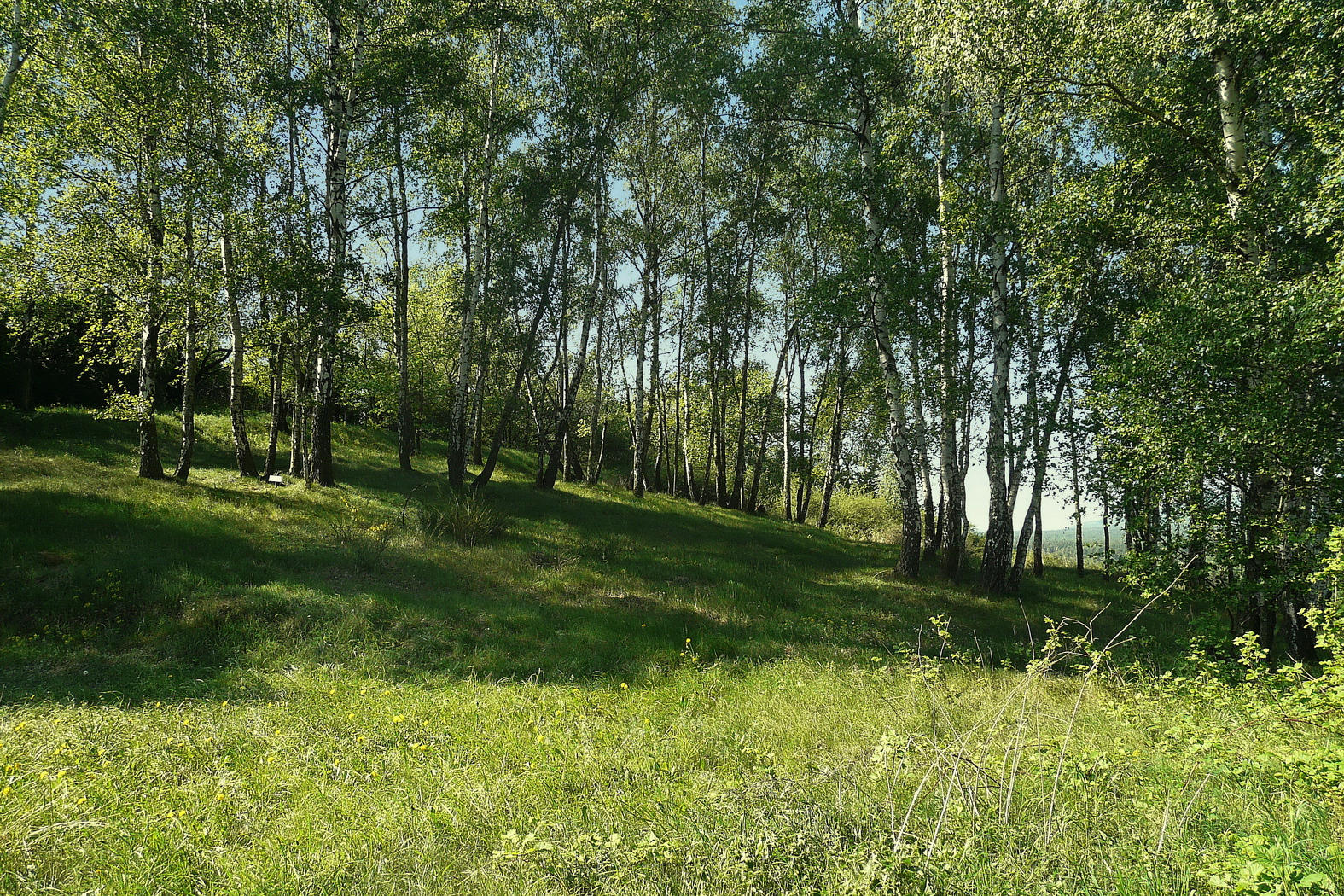
Březový háj na Komošíně

Pod hranicí lesa jsou výhledy do členitého okolí (např. Bezdězy, Vrátenská hora).

## Geomorfologické zařazení
Vrch náleží do celku Jizerská tabule, podcelku Středojizerská tabule, okrsku Bělská tabule a podokrsku Březinská tabule.

## Přístup
Automobilem lze přijet po Březovic, odkud lze pokračovat polní cestou severním směrem k vrcholu, nejlépe pěšky. Nebo z opačné strany od samoty U Daňků u žluté turistické trasy.